# فوهة أويلول
فوهة أويلول هي فوهة صدمية في موريتانيا. تقع في صحراء آكشار في ولاية أدرار، وهي جزء من الصحراء الكبرى، حوالي 50 كم على بعد جنوب شرق عطار.

خريطة مبسطة توضح موضع الفوهة في موريتانيا.

تم اكتشافها لأول مرة من الجو بواسطة أ.بوركياي في عام 1938 وزارها في نفس العام ومرة أخرى في عام 1939. تم وصف الحفرة لأول مرة في الأدبيات العلمية بواسطة مونود وبوركياي في عام 1951. ومع ذلك، فقد كانت معروفةً بالفعل لفترة طويلة جدًا من السكان المحليين الذين أطلقوا عليها اسم "حفرة أويل-لول".
هي فوهة مكشوفة، قُطرها 390 متر (1,280 قدم) عريضة ودائرية تقريبًا. ترتفع الحافة حتى 53 متر (174 قدم) فوق قاع الحفرة. يبلغ ارتفاع الرواسب في الفوهة حوالي 23 متر (75 قدم) وهي سميكة. يقدر عمرها بـ 3.1 ± 0.3 مليون سنة (العصر البليوسيني).
تم العثور على تكتيت حول فوهة البركان، رُغم العثور على عدد قليل جدًا من النيازك. تم العثور على نيزك «Zerga» في عام 1973 في قاع الحفرة، لكن العلماء غير متأكدين مما إذا كان هو نفس النيزك (أو حتى جزء منه) الذي شكل الحفرة عند سقوطه.

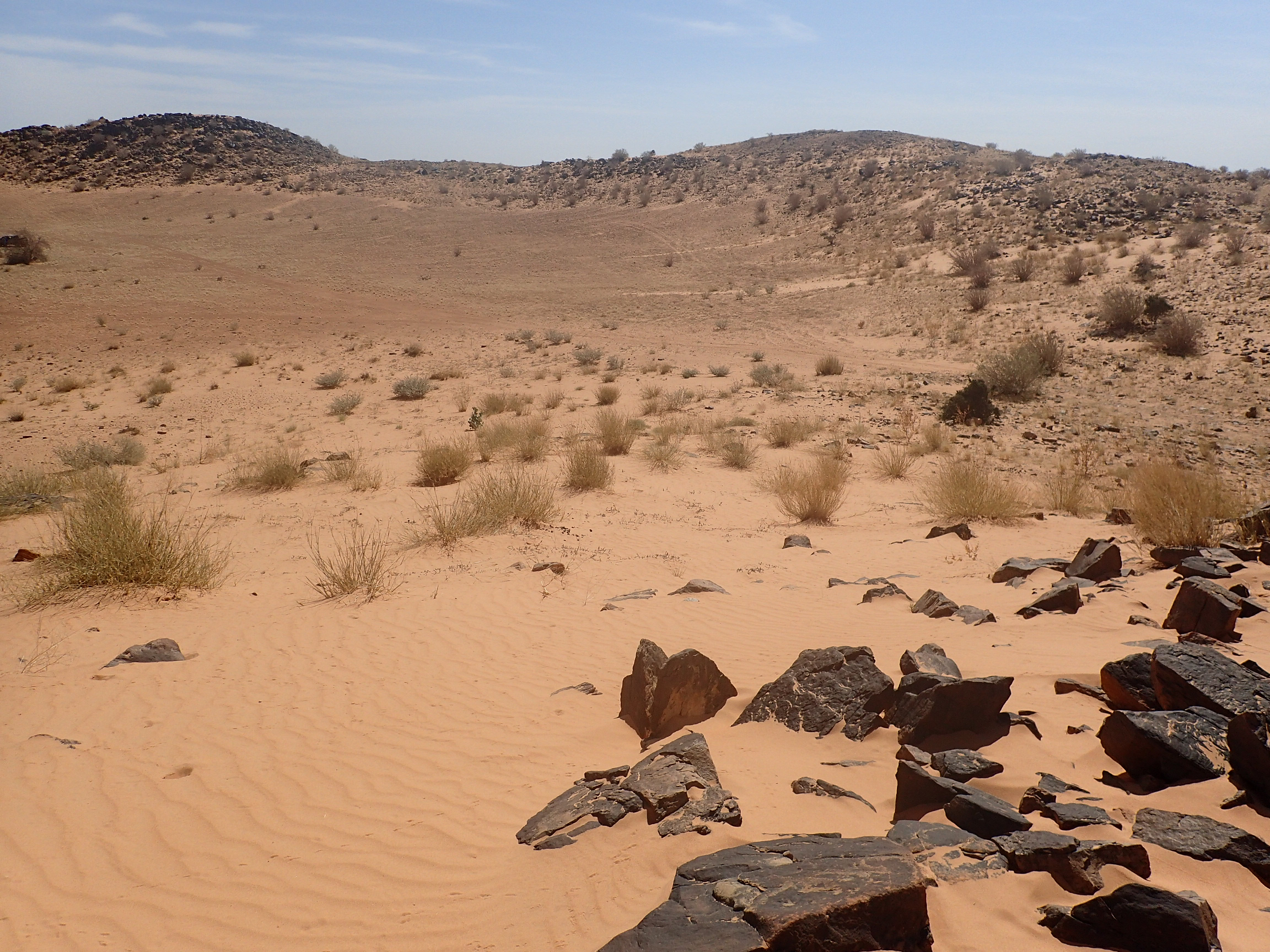
صورة تُظهر جزء من فُوَّهة أولول.

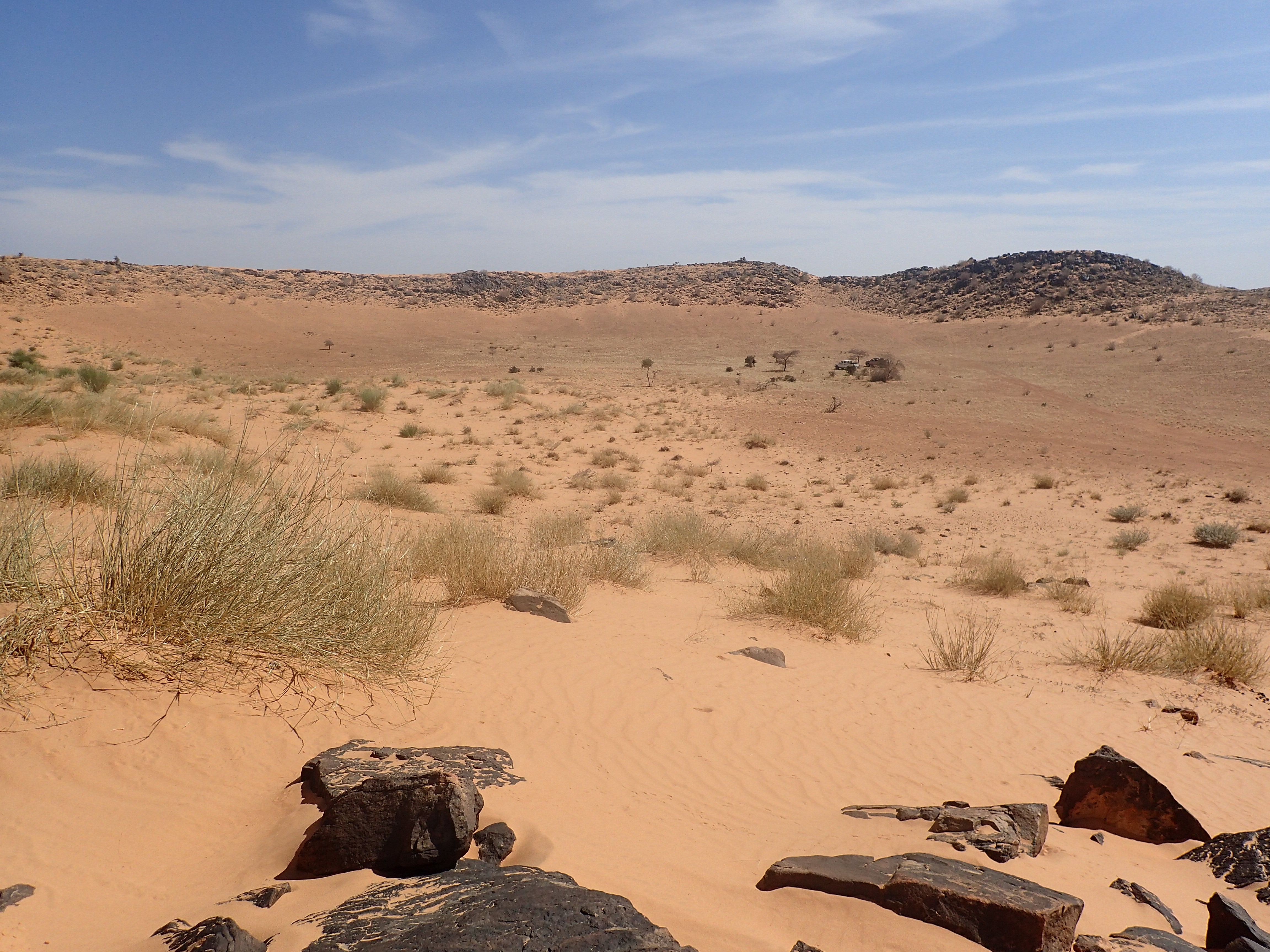
صورة أخرى للفُوَّهة.